# ناپا (ژن)
ناپا (انگلیسی: NAPA) با نام کاملِ «پروتئین آلفای اتصالی به فاکتور حساس به اِن-اتیل‌مالئیمید» که گاهی به‌اختصار «SNAP-α» هم نامیده می‌شود، پروتئینی است که در حمل‌ونقل داخل‌سلولی و اتصال به وزیکول‌هایی که هدف‌شان اتصال به غشاء سلولی است، نقش دارد.
پروتئین ناپا در جنین‌هایی که با روش‌های «لقاح مصنوعی (IVF)» و «تزریق داخل‌سیتوپلاسمی اسپرم» (ICSI) تلقیح شده‌اند، به‌درستی بیان نمی‌شود و همین موضوع سبب می‌شود تا در اینگونه روش‌ها که به تکنولوژی کمک باروری (ART) معروفند، احتمال بروز بیماری‌های مادرزادی بالا برود.